# Diagrama de hitos
El Diagrama de hitos es una herramienta simple para la representación gráfica del desarrollo de un plan de proyecto. Consiste en una tabla que relaciona los hitos con la fecha de inicio y/o finalización de los mismos. Esta técnica tiene como ventajas la simplicidad y la facilidad de preparación. Y como inconveniente impide reflejar las interrelaciones entre las diferentes actividades, generando incertidumbre.
El diagrama de hitos se utiliza para resumir calendarios de proyectos. Es una técnica básica junto al diagrama de Gantt.